# 宜蘭市陳土金醫師宅
宜蘭市陳土金醫師宅，位於臺灣宜蘭縣宜蘭市，為一棟具和洋折衷風格的木構造建築，曾為當地知名醫師陳土金之住所。今列歷史建築。

## 沿革
陳土金為台灣總督府醫學校第十七期畢業生，後於1929年返鄉於宜蘭市開設診所行醫。1934年7月12日，陳土金向林榮吉購買「宜蘭街宜蘭字壯一77番地」土地，並於同年12月1日將住所遷入此地。
第二次世界大戰結束後，宅第由陳氏後代繼承。進入21世紀，由於建築老化，支柱鏽蝕等因素，其結構已成危樓。2021年，陳氏家屬向宜蘭縣政府申請拆除，建設處認為該宅具有文化價值，遂通報文化局協助處理。然因該宅為私人財產，且未具文化資產身分，文化局無權強制保存。經協調後獲家屬同意由縣府保留宅第二樓木構部分，進行拆解保存並擬異地重建。同年，守護宜蘭好山好水行動聯盟提議將宅第登錄為縣定古蹟。然文資審議會認為其雖為日治時期建築，但與其他已指定古蹟（如宜蘭設治紀念館、舊宜蘭監獄門廳）重疊性高，為統一標準，決議不予列冊。
隨後，民間再提議登錄為歷史建築，文資審議會後決議列冊追蹤。2023年，宜蘭縣政府以其融合臺、日、洋三種建築語彙之理由，正式登錄為歷史建築。
2024年，文資審議會審查異地重建規劃，考量容積、環境與文化連結性等因素，初步決定將其異地重組於新月廣場附近，鄰近同舊主秘公館旁空地。